# Acanthispa
Acanthispa es un género de escarabajos de la familia Chrysomelidae. El género fue descrito científicamente primero por Baly en 1864 como Acanthodes.
Se encuentra en Argentina, Bolivia, Brasil, Guyana francesa, Paraguay, Perú y Surinam.

## Especies
- Acanthispa baeri (Pic, 1927)
- Acanthispa diversicornis (Pic, 1927)
- Acanthispa donckieri (Weise, 1904)
- Acanthispa generosa (Baly, 1864)
- Acanthispa lateralis (Baly, 1864)
- Acanthispa leseleuei (Guérin-Méneville, 1844)
- Acanthispa limbata (Weise, 1904)
- Acanthispa multinotata (Pic, 1927)
- Acanthispa nigripennis (Baly, 1864)
- Acanthispa notaticeps (Pic, 1927)
- Acanthispa rufa (Pic, 1927)
- Acanthispa strandi [Uhmann, 1933]
- Acanthispa tarsata (Baly, 1864)
- Acanthispa unca (Spaeth, 1937)
- Acanthispa viridipennis (Weise, 1904)

## Taxonomía
El nombre Acanthodes, creado por Baly en 1864 para estos coleópteros, ya había sido usado anteriormente por Agassiz (1833) para designar un género de peces extinto, asignación que tiene prioridad sobre la de Baly, por lo que algunos autores han retomado el nombre de Acanthispa para el género, considerado durante muchos años como sinónimo, y creado por Chapuis en 1875 precisamente para evitar la homonimia con el de Agassiz.